# Курбский, Андрей Дмитриевич (ум. 1668)
Князь Андрей Дмитриевич Курбский  (ум. 1668) — государственный деятель Великого княжества Литовского, подчаший вилькомирский (1651), маршалок упитский (с 1666 года).

## Биография
Старший сын подкомория упитского Дмитрия Андреевича Курбского (1582—1649) от первого брака с Ядвигой Яновной Гружевской. Рюрикович в XXIV колене.
В 1641 году за заслуги в военных походах Андрей Курбский получил в пожизненное владение имение Чернополяны в Виленском воеводстве. В ноябре 1643 года он подписал жалованную грамоту его отца криничинскому храму Петра и Павла. В 1644 году после смерти маршалка упитского Криштофа Бяллозора за военные подвиги получил в пожизненное владение имения умершего сёла Добково (Гимбоголу) и Бобройче в Упитском повете, но затем передал и отцу в четырёхлетнюю аренду.
Вёл длительный судебный спор за Видзенишки, родовое имение жены Цецилии Гедройц. В 1649 году Андрей Курбский был награждён имением Бобрек в Новгород-Северском повете. В июне 1651 года за отличие в войне против украинских казаков король назначил его после смерти Петра Подлецкого подчашим вилькомирским. В 1654—1655 годах занимал должность городского судьи в Вильно.
В мае 1655 года князь Андрей Курбский из Вилькомирского повета вел переписку с московским воеводой, князем Михаилом Семёновичем Шаховским, об условиях перехода на русскую службу. 27 июня вместе со своим зятем Адамом Соколовским принял православие в Вильно.
В сентябре 1657 года Андрей начал ссориться со своим младшим братом Яном из-за Криничина и имения их умершей сестры Рогова. Оба имения находились в совместном владении обоих братьев. Андрей, будучи старшим из братьев, претендовал на нераздельное владение упитскими имениями по старшинству и записал Криничин своей жене. Его брат Ян Курбский, не получив согласия старшего брата, продал свою часть имения Рогово Соколовским. Это вызвало недовольство Андрея Курбского. В своём завещании он настаивал, что писарь упитский «половину свою» продал незаконно. Имение Рогово досталось Анне Курбской от её первого мужа Романа Сумарокова, и получить его в совместное владение Курбским удалось только после того, как были выплачены долги умершего.
Князь Андрей Дмитриевич Курбский женился на Цецилии Марциановне Гедройц, дочери виленского земского судьи Марциана Гедройца и вдове королевского секретаря Николая Путяты.
После женитьбы на представительнице княжеского рода Гедройц владения А. Д. Курбского выросли. Благодаря браку он получил имения Гедройцы, Хоронжишки в Виленском воеводстве, Павильну в городе Вильно, имения Коломыски и Копчове в Полоцком воеводстве. В июле 1658 года Андрей записал жене свою долю на 15 тысяч польских злотых в совместное пользование. В марте 1659 года Курбские проинформировали казну ВКЛ о своем вступлении в совместное владение имениями. В апреле 1662 года князь А. Д. Курбский получил от польского короля разрешение записать свои ленные имения жене в пожизненное владение на всей сумме (15 тыс. злотых). Сделка между Андреем Курбским и его женой о взаимной передаче имений была подтверждена в 1663 году трибуналом ВКЛ.
В 1666 году после смерти маршалка упитского Зигмунда Раецкого Андрей Курбский получил должность маршалка упитского. В 1667—1668 годах А. Д. Курбский и его жена возобновили судебную тяжбу из-за её имения Видзенишки.
В июне 1668 года А. Д. Курбский, будучи «в настоящий момент в добром здравии», но чувствуя приближение смерти, составил завещание. После смерти Андрея Курбского его имения, в том числе Криничин, унаследовала жена Цецилия Гедройц, которая продолжила вести судебный спор с князем Яном Курбским.